# Planinski močerad
Planinski močerad ali črni močerad (znanstveno ime Salamandra atra) je gorska vrsta, kjer se zadržuje v gozdovih in nad gozdno mejo. Telo je enobarvno (črno). dolg je do 16 cm. Zaušesne žleze imajo maloštevilne pore. Aktiven je predvsem ponoči, podnevi pa kadar dežuje.
Zaradi prilagoditve na mrzlo okolje, za razliko od ostalih dvoživk, koti popolnoma razvite mladiče. Zato za razvoj ne potrebuje vode, zadošča mu že dovolj visoka vlaga. Nosečnost traja 2 ali 3 leta. v vsakem jajcevodu se razvije vedno le po en sam mladič in se preživlja tam na račun drugih jajčec. Samica skoti 1-2 že preobražena mladiča (viviparija).

## Planinski močerad v Sloveniji
V Sloveniji živi predvsem v alpskem svetu ter delno dinarskem svetu nad 600 m nadmorske višine.